# Авеи, Оле
Уэйн Оле Авеи (англ. Wayne Ole Avei, родился 13 июня 1983 года в Веллингтоне) — самоанский регбист, хукер. Племянник австралийского регбиста Дигби Иоане.

## Биография

### Клубная карьера
В прошлом выступал за разные клубы Австралии и Новой Зеландии: в Супер 14 дебютировал в 2006 году за австралийскую команду «Квинсленд Редс» матчем против новозеландских «Чифс», также играя за любительские клубы «Квинсленд Каунти» в Национальном регбийном чемпионате и за «Саннибэнк» в первенстве Квинсленда. В 2008—2009 годах — игрок провинции Уаикато в Кубке Air New Zealand, числился также в заявке «Чифс» на сезон Супер Регби 2009. С 2010 по 2017 годы играл за «Бордо-Бегль» во Франции, изначально подписав контракт на два года, но позже продлив его до 5 лет и проигнорировав предложения других топ-клубов (в том числе «Тулузы»).
В 2017 году перешёл в «Расинг Метро 92». В одном из матчей против своей бывшей команды был удалён за опасный захват, обернувшийся столкновением плечо в голову. В конце сезона 2018/2019 объявил о переходе в «Суайо-Ангулем».

### Карьера в сборной
2 июля 2011 года Авеи дебютировал в сборной Самоа матчем против сборной Японии на Кубке тихоокеанских наций. Тренер самоанской сборной Титимаэа Тафуа включил его в заявку из 30 игроков на чемпионат мира в Новой Зеландии. Также Авеи участвовал в Кубке мира в Англии.

### Семья
Отец — рабочий, уехавший в Веллингтон на заработки. Мать — слесарь. В Мельбурн семья переехала, когда Олеи было 3 года. Супруга — Анджелина (поженились 29 июня 2013 года), дочь Сиена Эва (родилась 13 апреля 2014).

## Достижения
- Финалист Кубка европейских чемпионов: 2017/2018